# Texans

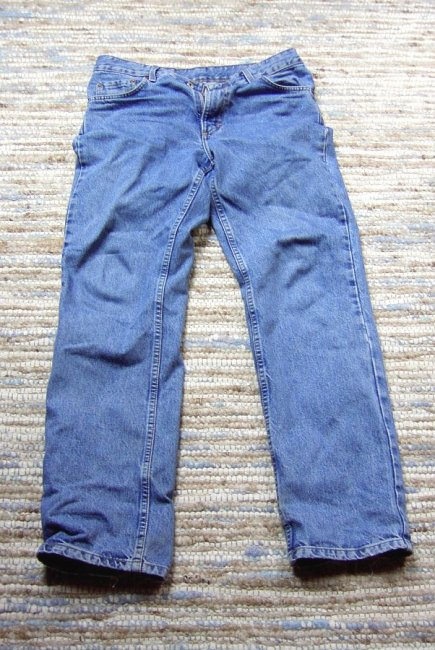
Uns texans típics

Els texans o jeans (de l'anglès jeans o blue jeans), o a voltes "vaquers", són un tipus de pantaló fet amb un teixit de cotó bastant resistent anomenat denim, típicament blau; quant al disseny, el texà es caracteritza per ser llarg i recte, amb costures vistes, reforços de petits reblons, presència de cinc butxaques (dues butxaques frontals de biaix, dues de posteriors aplicades i una butxaqueta de rellotge) i baixos rematats amb vora (naturalment, amb costura vista).
Creats el 1872 per Levi Strauss, un comerciant jueu estatunidenc d'origen alemany, originalment els texans eren una peça de roba de treball, d'ús circumscrit als EUA, i de disseny bastant balder; però a partir de la dècada de 1950 es començaren a imposar com a peça emblemàtica de moda juvenil, primer als EUA i tot seguit arreu del món, alhora que el disseny tendí a estretir-se. Actualment són un dels tipus de pantaló més populars arreu entre tota mena de grups d'edat i entre ambdós sexes, com a peça informal, de carrer, de temps lliure i, per a alguns, reivindicable en situacions formals.

## Cultura
Peces similars als texans ja les empraven els mariners genovesos del segle xvii; però no consta pas que hi hagi hagut continuïtat amb la peça actual.
Com hem vist, els texans pròpiament dits nasqueren com a roba de treball per a feines en què calia roba resistent; entre els primers usuaris habituals hi hagué els cowboys i els minaires de l'Oest dels EUA, de manera que la peça forma part de la llegenda del Far West. Cap a la primeria del segle xx els texans eren prou populars entre treballadors industrials i agraris dels EUA, i fins i tot s'usaren com a pantalons de feineig entre tropes estatunidenques.
Als Estats Units, en la dècada dels cinquanta, els joves i adolescents començaren a posar-se texans com a signe d'identitat generacional, forma subtil de protesta inconformista i element inseparable de la cultura del rock. El fet es considerà una provocació; per exemple, en alguns cinemes no es permetia l'entrada a qui portés texans. En la dècada dels seixanta, els texans guanyaren acceptació i per la dècada dels setanta s'havien convertit en un article corrent als Estats Units i a l'Europa capitalista, almenys per a vestir informalment. A l'URSS els texans, d'accés prou difícil, simbolitzaven el bloc capitalista, i per això dur-ne havia estat un signe d'inconformisme envers el règim, però a la llarga també s'hi acabaren naturalitzant socialment; a la resta del bloc soviètic aquest procés fou més ràpid.
Els texans han esdevingut una peça unisex per excel·lència. De fet, l'ús de texans per part de les dones fou un dels capítols centrals de la història de la feminització dels pantalons: les noies en texans acostumaren progressivament el gruix de la societat a la idea que les dones, en general, poguessin optar per dur pantalons, en general. Subratllem que al principi, en el període en què eren roba de feineig, els texans de dona duien l'obertura a la cuixa esquerra, com era habitual en tots els models de pantaló per a dona; en transformar-se en peça de moda juvenil, les noies començaren a usar texans d'home, amb bragueta. Això, al seu torn, contribuí decisivament a normalitzar la bragueta de pantaló per a ús femení. Avui dia hi ha models de texà confeccionats en patrons específicament femenins, tot i que les dones poden optar igualment pels models masculins (que, en la pràctica, són unisex).
Tradicionalment la bragueta dels texans tancava amb botons, com qualsevol mena de pantaló tradicional; posteriorment els botons foren substituïts per cremallera. De fet, els texans foren una de les primeres peces de roba d'ús massiu en què s'implantà la cremallera.
Avui dia els texans formen part del fons d'armari gairebé mundial, alhora que han perdut la connotació juvenil; de mitjana cada nord-americà en posseeix set.
Les modes han anat imposant diversos tipus de texà: amb la cintura natural, alta o baixa; amb els camals ajustats, rectes o acampanats (o "de pota d'elefant").
Els texans es descoloreixen i desgasten progressivament, i, a diferència d'altres menes de pantaló, això forma part de les característiques més preuades; als anys seixanta i setanta els texans desgastats i descolorits eren motiu d'orgull. D'ací han derivat, a partir dels anys vuitanta, tendències com el rentat a la pedra, que indueix la descoloració prematura i fins i tot afecta la integritat del teixit. Això, al seu torn, ha propiciat la moda dels texans estripats o fets esquinçalls.
Avui dia molts texans es confeccionen en denim elasticitzat, cosa que els fa encara més ajustats al cos que els texans estrets o ajustats tradicionals (alhora que més còmodes).
D'altra banda, avui dia el disseny del texà en molts casos tendeix a influir el tall d'altra mena de models de pantaló informal, sobretot quan s'hi apliquen teixits elasticitzats.

## Cintura
Segons la forma del cos, la cintura del texà és determinant.
- la cintura alta (high rise), tancat per sobre del melic, predilecte de Farrah Fawcett, a més de ser tendència en l'actualitat, va bé a gairebé tothom i crea la impressió de tenir cames quilomètriques. Redueix visualment els malucs i allarga les cames.

- la cintura natural (mid rise) és una tria segura, ni blanc ni negre, però és recomanable d'asseure's a l'hora d'emprovar-lo per a garantir que hom estigui còmode i que no deixi veure la roba interior indiscretament per darrere.

- la cintura baixa (low rise), un parell de centímetres per sota del llombrígol, afavoreix més les siluetes rectangulars o quadrades, atès que ressalta la forma del maluc, l'arrodoneix i afavoreix qui té le cames llargues.

## Models
- Skinny (magre) o jeans de tub, jeans afusat o cigarret

El Skinny o Cigarret (també conegut pel castellanisme "pitillo") és potser el més popular i és el que realment té una presència fixa en tots els armaris. Els de tall més alt estilitzen les cames i afavoreixen les corbes. Les costures també són petits detalls que marquen la diferència. Un rivet marcat crea la impressió de cames més llargues, a més de donar-los un toc trencador. Malgrat tot cal tenir en compte que aquests pantalons són de les cinc peces de roba més perjudicials per a la salut. És el model més còmode però pot fer veure el maluc més ample que no és.
- Slim (prim)

Model ajustat que se sol comercialitzar en teixits més rígids que no permeten un efecte malles (legging) com sí que ho fan els jeans de tub. Afavoreixen totes les figures i no marquen tant com els jeans cigarrets però el problema amb aquests és trobar els que no facin bosses indesitjades.
- Boyfriend (xicota)

De tall baix i de camal folgat. Com el seu nom ho indica, són com els d'home però creats per a la dona. Sinònim de comoditat, va ser Marilyn Monroe qui els va popularitzar el 1960, dècades després va aparèixer Katie Holmes amb els texans de Tom Cruise.
Al dia d'avui es venen en qualsevol botiga. Ja no sols és l'estàndard, sinó que s'ha reinventat aquest model i ara està disponible més ajustat i de talls una mica més alts.
- Mom (mama)

Aquests texans són literalment com els que portaven les mares entre els anys 1980 i 1990. De tir alt, teixit rígid cenyit a la cintura i progressivament més folgats a mesura que baixen els pantalons cap a terra. La tendència és de portar-los amb els baixos doblegats, simulant un tall pesquer.
El problema a l'hora de trobar el mom perfecte és que vagin ben cenyits a la cintura i prou folgats en la resta de les cames. L
- Straight o drets

Aquesta és la versió més clàssica dels jeans. Pantalons de tir mitjà que no són gaire cenyits. La seva versió que cobreix els turmells és la més afavoridora, ja que fa l'efecte que hi ha un excés de tela. El model dret per excel·lència és el 501 de Levi's. És el model que convé a més gent i allarga la cama.
- Bootcut

Com indica llur nom en anglès, estan fets per a portar botes per sota dels pantalons. N'hi ha de tots els talls però en són característics els baixos més amples que potser són menys elegants. Redueix visualment els malucs però escurça la cama, per tant l'ideal és de portar talons.
- Flare o campana

Els pantalons flare són els bootcut portats a un extrem o un retorn als anys 1970. Aquesta forma afavoreix més que els primers i a més equilibra la silueta puix que les cuixes i els malucs apareixen més proporcionades.
- Cropped Flare

És una variant dels pantalons de campana que s'ha popularitzat a partir de 2015 però Isabel Marant, ambaixadora del chic francès, en porta de fa moltes temporades ençà.
Són una versió més acampanada dels semillargs de sempre (d'aquí crop). Van molt bé com per a un sopar, amb un parell de stilettos.
- Wide leg (cama ampla)

Si el jeans campana és la versió maximitzada del tall bota, aquest ho és del de campana. Amples i folgats al llarg de tota la cama, afavoreixen en tall baix les dones més altes i en tall mitjà i alt la resta de mortals. Una versió d'aquest model és el pantaló palazzo, tan ample que simula ser una faldilla i és molt afavoridor per a figures altes.

## Fabricants
La marca de pantalons texans per excel·lència és Levi's (Levi Strauss & Co.), no debades fundada per Levi Strauss. Tot i això, n'hi ha més fabricants clàssics, com ara Lee i Wrangler. Marques, totes aquestes, molt populars arreu del món.
A l'Estat espanyol, durant els anys seixanta i setanta predominaven de molt texans confeccionats per companyies locals; hi destacà la marca Lois. Les marques estatunidenques no hi foren accessibles fins entorn de 1981, i llavors s'hi imposaren.
En l'actualitat hi ha moltes marques especialitzades en texans, i fins i tot les companyies de moda més exclusives en fan de cars, com és el cas de Diesel i G-Star Raw.

## Curiositat legal
El 10 de febrer de 1999 el Tribunal Suprema d'Apel·lació italià, de Roma, va absoldre un reu de violació argumentant que els pantalons texans no es poden treure sense consentiment del que els porta. El 28 de novembre de 2001, el Tribunal de Cassació revocà la sentència anterior, condemnà el reu i establí que portar texans no impedeix pas una violació.

## Medi ambient
Els pantalons texans desprenen moltes microfibres quan són rentats a la rentadora, el que provoca que estiguin contaminant els grans llacs al Canadà i l'Àrtic.